# Uvulite
 Mise en garde médicale

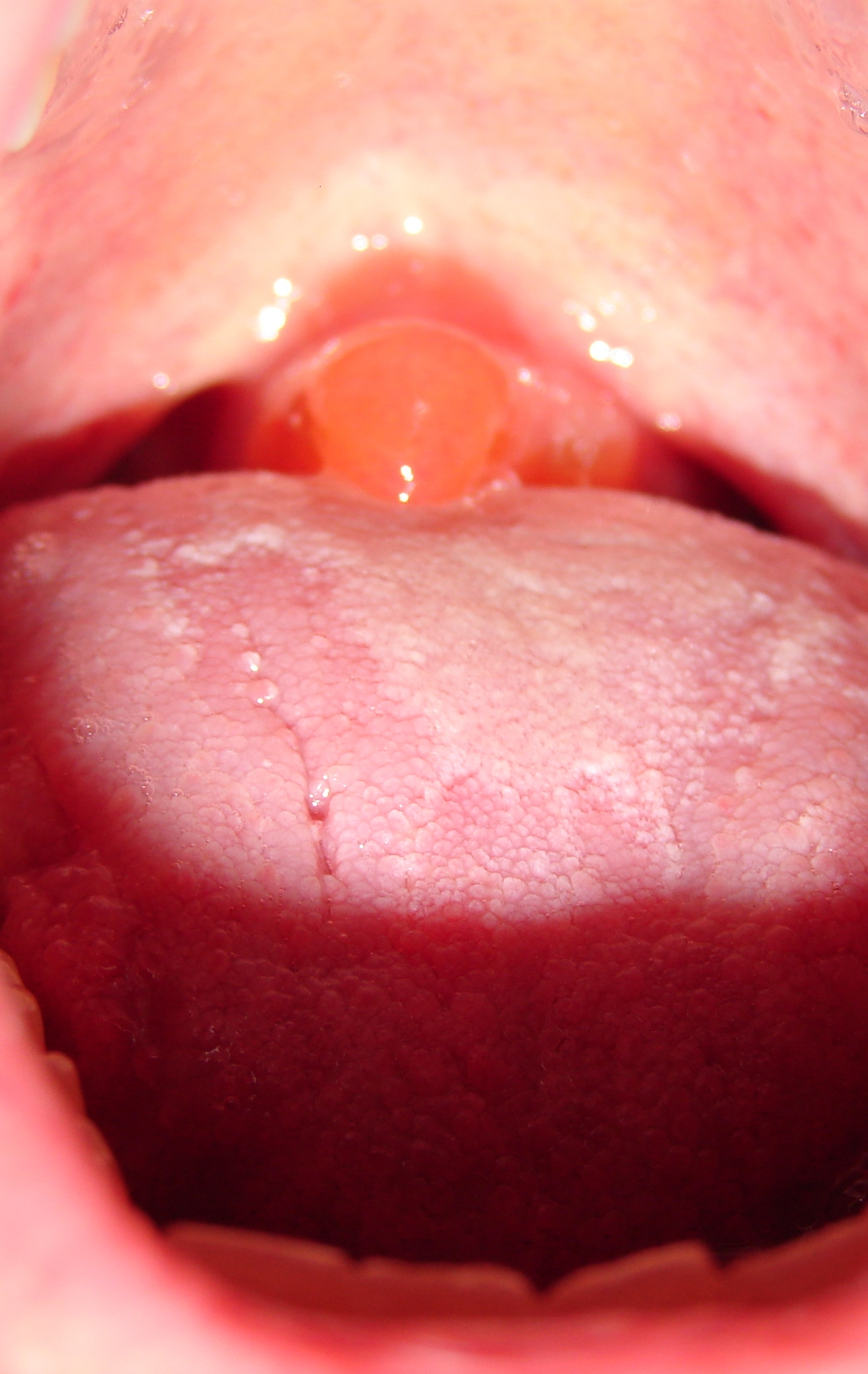
Luette posée sur la langue

En oto-rhino-laryngologie, une uvulite (du latin uva qui signifie grain de raisin et qui a donné le terme uvule autre nom de la luette, et du grec -itis [-ite], suffixe désignant, en médecine, une maladie inflammatoire) est une inflammation de la luette, organe situé à la base du voile du palais, bien visible au fond de la gorge. 

## Causes
Comme toute infection de la sphère ORL, l'uvulite peut être due à une contamination par des virus ou par des bactéries comme les streptocoques du groupe A, l'Hemophilus influenzae, voire des bactéries anaérobies. Chez l'enfant, elle a parfois été associée à la maladie de Kawasaki.
Elle peut aussi être secondaire à une réaction à un produit chimique ou à un irritant comme le tabac ou le haschich, en particulier quand elle apparaît isolée,,, ou à un traumatisme, comme une fibroscopie par exemple. 
Elle est généralement accompagnée de l'inflammation des organes environnants : pharyngite, stomatite; rarement elle peut s'associer à une épiglottite,.

## Symptomatologie
Elle est d'autant plus marquée que le volume de la luette est important: parfois, la membrane muqueuse autour de la luette peut gonfler ce qui peut faire multiplier la taille de la luette par 3 à 5. L'augmentation de taille de la luette fait qu'elle tend à obstruer le carrefour oropharyngé : la luette vient au contact du fond de la gorge ou de la langue, donnant l'impression d'un corps étranger. Le patient peut alors ressentir une gêne à l'élocution ou à l'alimentation; une gêne respiratoire est présente dans les formes les plus sévères.

## Physiopathologie
Différents mécanismes peuvent expliquer le gonflement de la luette :
- inflammation qui peut être associée à une infection, une irritation, ou un traumatisme et aggraver l'effet de ces différentes étiologies ;
- action directe d'un agent infectieux : virus, bactérie ou champignon ;
- action directe d'un irritant : alcool, tabac, haschich, liquides gastriques (lors de vomissements, du fait de leur acidité) ;
- effet d'un traumatisme direct de la luette.

## Traitement
Le traitement symptomatique peut faire appel à un aérosol, des anti-inflammatoires et des antalgiques.
Le traitement étiologique sera, selon les cas des antibiotiques, en fait souvent prescrits dans la crainte d'une cause bactérienne, des médicaments anti-allergiques (adrénaline), ou une réhydratation. 
En cas d'allergie avérée, les personnes sensibles peuvent avoir à transporter un EpiPen contenant de l'adrénaline ou de l'épinephrine pour se faire une injection quand l'uvulite commence. 
L'uvulite, si elle est désagréable, et parfois angoissante pour le patient, est le plus souvent non grave et ne nécessite pas, en règle, d'hospitalisation ; l'évolution se fait favorablement dans un délai relativement court, 24 à 48 heures.